# Колчаковская деревня в Красноярске
Колчаковская деревня в Красноярске — это военное поселение в Красноярске, созданное в конце XIX века по указу городской Думы. На сегодняшний момент от него осталось десять красно-кирпичных домов, в которых живут обычные люди.  

## История
В конце XIX века Краснорcкая Дума приняла решение о переносе красноярского гарниза со Стрелки на другой берег реки Качи. Городок начал активно использоваться в конце 1905, когда велась война с Японией. В то время в городе базировались части Царской армии для переброски их на фронт. Во времена Первой Мировой войны здесь располагились пленные солдаты стран «Тройственного союза», а уже в 1919 году по приказу адмирала Колчака здесь создается стрелковая дивизия для борьбы с «красными». По этой причине за казармами и закрепилась фамилия адмирала. При СССР здесь располагалась школа авиаторов и связистов, в 40-х сюда было эвакуировано Киевское зенитно-ракетное училище. В дальнейшем эта земля использовалась Министерством обороны РФ, а в 2018 году было принято решение передать земли Красноярской мэрии.

## XXI век
Начиная с 2019 года ведутся переговоры о создании на территории Колчаковской деревне исторического центра 